# Mijn beter ik
Mijn beter ik. Herinneringen aan Simon Carmiggelt is een in 1991 postuum verschenen boek van Renate Rubinstein over haar liefdesrelatie met Simon Carmiggelt. Deze verhouding duurde, na een aanloopperiode vanaf omstreeks 1977, van 1980 tot Carmiggelts overlijden in 1987. Het boek bestaat niet alleen uit tekst van Rubinstein - herinneringen, dagboekaantekeningen en telefoongesprekken - maar bevat in citaten uit brieven en teksten op ansichtkaarten ook oorspronkelijke teksten van Carmiggelt.

## Achtergrond
Al kort na Carmiggelts dood ging het gerucht dat er een postume bestseller aan zat te komen. Dat gerucht klopte. Frank en Marianne, de kinderen van Simon Carmiggelt, meenden het copyright te hebben op de geciteerde correspondentie (liefdesbrieven), maar zij hebben de publicatie van Mijn beter ik niet kunnen voorkomen. De titel van het boek is ontleend aan een kwatrijn van Joop Goudsblom, dat voor het eerst verscheen in Propria Cures.

## Inhoud
In een collage van herinneringen, dagboekfragmenten, brieven, ansichtkaarten en telefoongesprekken beschrijft het boek de buitenechtelijke liefdesrelatie van Simon Carmiggelt met Renate Rubinstein, die na een korte aanloopperiode omstreeks 1977, van 1980 tot 1987 duurde. In 1977 begon de omgang, maar Carmiggelts echtgenote Tiny stoorde zich daar zo aan dat Carmiggelt er eind 1978 een punt achter zette. In 1980 laaide de affaire weer op en groeide uit tot een relatie. Carmiggelt kwam op dinsdag bij Rubinstein langs. Het is onduidelijk in hoeverre Carmiggelts echtgenote hiervan op de hoogte was of vermoedens koesterde. Haar gezondheid, met name het gezichtsvermogen, verslechterde in de jaren tachtig, maar Rubinstein vermoedt dat zij haar ziekte ook gebruikte om Carmiggelt thuis te houden. Karel van het Reve vond de tekst op een ansichtkaart die Carmiggelt in 1981 vanuit Nice aan Rubinstein schreef een van de mooiste passages uit het boek:
Ik heb hier leuke strandvrienden gemaakt - Harry en Trees uit Amsterdam. Harry is behanger. Hij loopt in de WAO (zijn rug). Trees werkte vroeger bij Verkade. We hebben goede gesprekken, mits ik een aantal onderwerpen vermijd, zoals Surinamers, de hedendaagse jeugd, Henk van der Meijden, Marokkanen, Jos Brink, moderne schilderkunst en Den Uyl. Vandaag gaan zij terug naar Amsterdam, maar ze hebben beloofd mij volgende maand te bellen. Ik heb jouw telefoonnummer opgegeven. Wil je, als Harry belt, tegen hem zeggen dat ik ben afgereisd naar Azië?

## Receptie
Karel van het Reve noemde het in NRC Handelsblad een 'indrukwekkend boek. De snelheid en vurigheid doen je vergeten dat het door een stervende geschreven is.' De drijfveer van Rubinsteins liefde ziet hij in Carmiggelts status:
Renate was wel zo ongeveer de grootste namedropper in de geschiedenis van de Nederlandse cultuur. Alle enigszins bekende mensen met wie zij omging, doken voortdurend op in haar column in Vrij Nederland en in haar conversatie. Carmiggelt zelf merkt hierover op - het is aardig dat ze deze uitspraak niet heeft weggelaten - dat ze niet op hem verliefd zou zijn geworden als hij niet beroemd was geweest.
Van het Reve was een van de weinige recensenten die zich van een moreel oordeel over de verhouding, en over de publicatie van het boek, onthielden. Ook I. Sitniakosky van De Telegraaf was onder de indruk en sprak zelfs van een 'postuum meesterwerk' dat op de lange termijn alles wat Rubinstein verder had gepubliceerd in de schaduw zou stellen. De tegenovergestelde mening was literatuurcriticus Rob Schouten in Trouw toegedaan, die het een 'nogal pijnlijk nawoord' in Rubinsteins oeuvre noemt, vanwege 'het onthutsende gebrek aan literaire kwaliteit'. Niet alleen is het boek in zijn ogen 'opvallend vlak geschreven', ook is sprake van 'een rommelige, toevallige en ondoordachte' losse structuur. Een groter bezwaar vindt Schouten het gebrek aan 'lijn of psychologische verdieping', zodat niet meer dan 'een nogal banale liefdesgeschiedenis' resteert. Het boek stijgt nergens uit boven het niveau van een toevallige verhouding en daardoor gaat 'het negeren van morele of auteursrechtelijke wetten' Schouten irriteren. Haar egocentrisme ('Maar waarom wilde Rubinstein dan zo graag een hoofdstuk in Carmiggelts biografie worden?') en jaloezie is Schouten nog bereid haar te vergeven, maar 'het pijnlijk misprijzende beeld dat ze geeft van Carmiggelts echtgenote' brengt hem tot de slotsom dat het haar niet alleen aan literaire, maar ook aan menselijke grootheid ontbrak.
Bij de meeste andere recensenten leidden morele overwegingen eveneens tot een negatieve beoordeling van de persoonlijkheid van Rubinstein. Literatuurcriticus Jessica Durlacher van de Volkskrant ziet de angst voor de vergetelheid niet als Rubinsteins enige drijfveer om haar relatie met Carmiggelt te openbaren, maar zij wil ook erkend zien 'dat zij in de laatste tien jaar van haar leven, als zieke en steeds erger invalide, wel degelijk gelukkig is geweest, begeerd, bemind, veilig. Hier zit iets kinderlijk triomfantelijks in, maar er is ook een soort bedwongen agressie voelbaar.' Die agressie uit zich vooral in 'onderdrukt boosaardige opmerkingen over Carmiggelts vrouw Tiny', maar Rubinsteins jaloezie zit met name verborgen in de betuigingen van medelijden en bewondering voor Carmiggelt, die zo hard voor zijn vrouw moest zorgen en die thuis in zo'n nare sfeer leefde. Volgens Durlacher leent de titel Mijn  beter ik zich voor twee interpretaties: enerzijds slaat deze op Carmiggelt, die als haar moreel superieure geweten fungeert en zich bovendien haar meerdere in schrijftalent mag weten, anderzijds slaat de titel op haarzelf, in die zin dat zij zich in zijn aanwezigheid haar ziekte niet meer voelt.
In Het Parool betoogde polemist en Hermanskenner Bob Polak dat het boek niet alleen een ontmaskering vormde van Carmiggelts imago van 'burgerlijke knusheid', maar ook van Rubinstein zelf. Niet zozeer omdat zij een onsympathiek portret van Carmiggelts echtgenote schetst, maar omdat zij in 1978 haar eigen traumatische ervaringen als bedrogen echtgenote (van Jaap van Heerden) had gepubliceerd in Niets te verliezen en toch bang. Volgens Polak verruilt Rubinstein haar rol van slachtoffer zonder gewetenswroeging voor die van dader. Het doel heiligde bij haar de middelen en 'voor solidariteit met haar medemens moest je op dinsdag en zaterdag maar bij Weinreb zijn', een toespeling op Rubinsteins verdediging van Friedrich Weinreb, ook na diens ontmaskering in de jaren zeventig. De onbedoelde kernzin uit het boek is volgens Polak: 'Gelukkig zijn de meeste lezers makkelijk te bedriegen.'
 Nederlands Dagblad spreekt van een rommelig geheel van herinneringen, dagboeken en correspondentie dat 'niet echt boeiend om te lezen' is. Tot die rommeligheid rekent de krant ook de verschillende redenen die de auteur opgeeft om haar ervaringen te publiceren: de wens om een monument voor Carmiggelt op te richten, het verlangen om als geliefde van Carmiggelt erkend te worden, de angst dat alles anders in de vergetelheid verdwijnt. Rubinstein zelf komt uit het boek 'naar voren als iemand met een geringe dosis zelfvertrouwen.' Daarnaast verwijt de recensent Rubinstein het egocentrisme van iemand die alleen haar eigen belangen op het oog heeft: weliswaar heeft zij publicatie met tegenzin uitgesteld tot de dood van Carmiggelts weduwe, de belangen van diens kinderen en andere familieleden worden nergens genoemd. Ook stoorde Rubinstein zich niet aan de auteursrechtelijke bezwaren tegen het publiceren van Carmiggelts brieven. Het is tenslotte een 'deprimerende conclusie' dat Rubinstein zich zonder Carmiggelt al veel eerder, in haar eigen woorden, "een wegwerpartikel" gevonden zou hebben.
Criticus Hans Warren typeert de verhouding in de Leeuwarder Courant met mededogen en spreekt van een 'triest getuigenis van de in alle opzichten gefrustreerde liefde van twee mensen in hun nadagen'. Hij gaat niet in op de samenstelling van het boek, maar signaleert wel dat de schrijfstijl 'al in de openingszinnen ontspoort'. Het aangrijpende is voor hem dat het boek 'zonder gêne toont hoe ook grote, beroemde mensen zelfs in hun levensavond nog zuchten onder het juk van de hartstochten en conventies, niet kunnen doen wat ze willen en tenslotte tot een soort karikatuur van zichzelf worden.' Hij vindt het triest dat de relatie zich geheel overdag moest afspelen. Nooit zaten ze bij kaarslicht en een uitje naar de bioscoop betrof altijd de matineevoorstelling. Het bedrog, de jaloezie en de geheimhouding leidden tot de treurige conclusie 'dat drie hoogstaande mensen zich onder deze omstandigheden op hun oude dag zijn gaan gedragen volgens normen die ze in hun hart verfoeien.'
Gerard Reve, die in de jaren zeventig met Carmiggelt bevriend was, was 'nogal geschokt' door het boek. Volgens hem bevatte het 'vele leugens' en hij was ervan overtuigd dat Carmiggelt, die hij 'door en door' gekend had, nooit naakt in het huis van Rubinstein zou hebben rondgelopen, omdat hij daar 'te bleu' voor was: 'Ik vind dit boek voor de kinderen van Carmiggelt verschrikkelijk.'